# Leimen
Pour les articles homonymes, voir Leimen (homonymie).
Leimen est une ville de Bade-Wurtemberg (Allemagne), située dans l'arrondissement de Rhin-Neckar, dans l'aire urbaine Rhin-Neckar, dans le district de Karlsruhe. Elle comptait 27 145 habitants au 31 décembre 2009.

## Histoire
| Appartenances historiques Palatinat du Rhin 1262-1803 Électorat de Bade 1803–1806 Grand-duché de Bade 1806–1918 République de Weimar 1918–1933 Reich allemand 1933–1945 Allemagne occupée 1945–1949 Allemagne 1949–présent |

L'endroit a été mentionné pour la première fois en 791 sous le nom de Leimheim.

## Personnalités
- Boris Becker (1967), joueur de tennis
- Bert Hellinger (1925), psychothérapeute et auteur
- Clemens von Grumbkow (1983), joueur de rugby à XV allemand
- Aron Elias Seligmann (1747-1824), financier, banquier officiel de la Cour de Bavière.